# Te Kowai
Te Kowai är en ort i Australien. Den ligger i kommunen Mackay och delstaten Queensland, omkring 800 kilometer nordväst om delstatshuvudstaden Brisbane.
Närmaste större samhälle är Mackay, nära Te Kowai.
Trakten runt Te Kowai består till största delen av jordbruksmark. Runt Te Kowai är det mycket glesbefolkat, med 4 invånare per kvadratkilometer. Genomsnittlig årsnederbörd är 1 672 millimeter. Den regnigaste månaden är mars, med i genomsnitt 448 mm nederbörd, och den torraste är september, med 21 mm nederbörd.